# Grenand-lès-Sombernon
Grenand-lès-Sombernon – miejscowość i gmina we Francji, w regionie Burgundia-Franche-Comté, w departamencie Côte-d’Or.
Według danych na rok 1990 gminę zamieszkiwało 121 osób, a gęstość zaludnienia wynosiła 17 osób/km² (wśród 2044 gmin Burgundii Grenand-lès-Sombernon plasuje się na 789. miejscu pod względem liczby ludności, natomiast pod względem powierzchni na miejscu 1103.).